# 横浜美術大学
横浜美術大学（よこはまびじゅつだいがく、英語: Yokohama University of Art and Design）は、神奈川県横浜市青葉区鴨志田町1204に本部を置く日本の私立大学。1966年創立、2009年大学設置。大学の略称は横浜美大。

## 概観

### 大学全体
- 横浜美術大学は、神奈川県横浜市青葉区にある日本の私立大学。
- 学校法人トキワ松学園により1966年にトキワ松学園女子短期大学として設置された。

開学当初より美術系の学科のみの単科短大だった。2009年（平成21年）度で短期大学の募集を停止。2010年（平成22年）4月、4年制大学「横浜美術大学」に改組、1年次と3年次同時開学となった。（2年次と専攻科2年次には短期大学学生が在籍）

### 建学の精神（校訓・理念・学是）
- 人間の創造活動の根源を培う美術教育こそ本来の教育の姿である。

### 教育および研究
- 横浜美術大学は美術学部 美術・デザイン学科の単科大学。1年次はA系（絵画・彫刻）、C系（クラフトデザイン）、V系（ビジュアルデザイン）の3つの系で基礎を学び広く可能性を探り、2年次からは絵画・彫刻・クラフト・プロダクトデザイン・テキスタイルデザイン・ビジュアルコミュニケーションデザイン・映像メディアデザイン・アニメーション、イラストレーションの9コースから選択し高度な表現技術の修得をめざす。3年次からは修復保存コースの選択も可能。

### 学風および特色
- 通学に利用する東急田園都市線青葉台駅付近には書店・画材店・雑貨店などがある。
- 閑静な住宅街にあり、キャンパスは緑豊かである。
- こどもの国に隣接している。

## 沿革
- 1916年 常磐松女学校を創設
- 1966年 トキワ松学園女子短期大学（ときわまつがくえんじょしたんきだいがく）として開学
- 1995年 トキワ松学園横浜美術短期大学と改称
- 2001年 横浜美術短期大学と改称、共学となる
- 2010年 4年制大学への改組に伴い短期大学の学生募集停止
- 2010年4月 横浜美術大学として開学（1年生と3年生が在籍）
- 2016年 美術・デザイン学科へ学科名称変更　トキワ松学園100周年
- 2017年 4月 寺田倉庫寄付講座・修復保存コース開設
- 2018年 4月 アニメーションコース開設
- 2019年 4月 写真専攻　絵本専攻　開設

## 基礎データ

### 所在地
- 本部キャンパス（神奈川県横浜市青葉区鴨志田町1204）

### 交通アクセス
- 東急田園都市線青葉台駅下車。そこから、東急バス 青61「日体大行き」に乗車、「横浜美術大学（すみよし台）」バス停留所下車すぐの場所にある。

※ 大学前に「横浜美術大学」バス停があるが、2024年4月1日のダイヤ改正より青61系統は通過するようになった。

### 象徴
- 横浜美術短期大学の初代マスコットキャラクターは「ハマビィ」と呼ばれ、学生によりデザインされた。
- 現在は「ハマウス」という大学シンボルマークを元にしたネズミのキャラクターが採用されている。

## 教育および研究

### 組織

#### 学部・学科・コース
- 美術学部・美術・デザイン学科（2016年美術学科から学科名称変更）
  - A系（絵画・彫刻）『絵画、彫刻の2コース』
  - C系（クラフトデザイン）『クラフト、プロダクトデザイン、テキスタイルデザインの3コース』
  - V系（ビジュアルデザイン）『ビジュアルコミュニケーションデザイン、映像メディアデザイン、アニメーション、イラストレーションの4コース』
  - 寺田倉庫寄付講座修復保存コース

#### 同窓会
- クローバー（横浜美術大学）
- ベル会（トキワ松学園女子短期大学、横浜美術短期大学）
- 2017年2つの学友会は（同窓会クローバー・ベル会）として一つの団体になった。

### 取得資格について
- 教員免許

「教職課程」を開設している。中学校教諭・高等学校教諭一種免許状（美術）が取得できる。
- ウェブデザイン実務士

「ウェブデザイン実務士資格課程科目」を修得、資格申請・取得できる。

## 学生生活
クラブ・サークル活動
弓道、サッカー、スキー・スノーボード、バスケットボール、軽音楽、写真、わかば手話、日本美術研究、星と彫刻のプロジェクト（天文）、漫画研究、デジグラ、サバイバルゲーム同好会、アオロク、バドミントン、演劇、バレーボール、ハマ美園芸部 Green 、ダンス、横浜オンエア、映画鑑賞　
注意　現在もあるかは必ず確認した方がよい

## 大学関係者と組織

### 大学関係者一覧
- 浅川正樹：教授　デジタルフォトアーティスト
- 加藤良次：教授　JTC（日本テキスタイルカウンシル）理事
- 北澤茂夫：教授　日本美術教育連合・美術科教育学会会員
- 三橋純　：教授　写真家、JASIAS・JSAHP・SPSTJ会員
- 宮崎詞美：教授　博士（美術）、絵本学会委員、日本国際児童図書評議会（JBBY）会員

客員教授
- 中谷日出：映像アートディレクター、NHK解説委員
- 深堀隆介：美術作家
- 増田セバスチャン：アーティスト
- 隈研吾：建築家、東京大学教授、博士（学術）
- 南條史生：森美術館館長
- 吉岡幸雄：染色史家
- IKKO：美容家
- 石坂浩二：俳優、作家
- 佐野みどり：学習院大学教授、博士（文学）
- しりあがり寿：漫画家
- 坊城俊成：建築史家、千葉科学大学教授、博士（工学）
- 松本猛：美術・絵本評論家、作家
- 福田淳：ブランドコンサルタント

卒業生
- 欠端瑛子：ゴールボール選手

## 施設

### キャンパス
- キャンパス内に草木と芝生の緑が美しいグランド（非常時には貯水槽として機能）が広がり、学生達の交流と憩い、スケッチの場となっている。
- 画材店「地球堂」
- 学生食堂（シダックス）

## 対外関係
- 横浜市青葉区連携協力協定締結 横浜青葉区内六大学

横浜美術大学・玉川大学・日本体育大学・國學院大學・桐蔭横浜大学・星槎大学
- 奈良県五條市との連携協定
- 韓国　嶺南大学校デザイン美術大学との学術国際交流
- 台湾　正修科技大学との大学間交流協定
- イタリア　パラッツォ・スピネッリ芸術修復学院、寺田倉庫と三者間パートナーシップ協定

## 系列校
- トキワ松学園小学校
- トキワ松学園中学校・高等学校

## 不祥事
- 横浜美術短期大学（現・横浜美術大学）の元総務課長の男性は、同学の4年制大学への移行に向けて文部科学省との折衝担当となったが、認可直前の2009年（平成21年）9月から、上司らによるパワハラ・退職強要等の嫌がらせを受けうつ病を発症した。2011年（平成23年）に横浜北労働基準監督署は男性への上司らのよるパワハラ・退職強要とうつ病発症の因果関係を認め労災認定した[1]。男性は労災とは別に上司3人と、同学を運営する学校法人トキワ松学園に対し損害賠償を求める訴訟を横浜地裁に起こしていたが、2013年（平成25年）5月東京高裁で学園側が和解金を支払い、再発防止義務を負うことで最終的に和解が成立した[2]。

## 公式サイト
- 横浜美術大学